# Lady Marions sommarflirt
Lady Marions sommarflirt (en suec El romanç d'estiu de Lady Marion) és una pel·lícula muda de drama sueca del 1913 dirigida per Victor Sjöström basat en un guió d'Algot Sandberg.

## Repartiment
- Hilda Borgström - Lady Marion
- Victor Lundberg - Viktor
- Richard Lund - Lord Handsome
- Axel Ringvall - Axel Pärzon

## Producció
La pel·lícula es va estrenar el 3 de setembre 1913 al cinema Odéon a Estocolm on va ser acompanyada de música arranjada i interpretada per l'orquestra de John Svensson. L'enregistrament va tenir lloc durant juliol-agost de 1912 a l'estudi de Svenska Biografteatern a Lidingö amb algunes escenes a l'aire lliure d'un castell indefinit de Julius Jaenzon. No s'ha conservat ni la pel·lícula ni el manuscrit. No hi ha informació que la pel·lícula s'hagués venut a l'estranger.

## Recepció
A Nya Dagligt Allehanda, un crític anònim va escriure el següent: "Un joc de plaer amb els favorits Axel Ringvall, Victor Lundberg i Hilda Borgström als papers principals. Són esquers absolutament irresistibles". El revisor de Svenska Dagbladet va estar d'acord amb això i va assenyalar que "Sempre veus aquest trio amb plaer". El diari Sydsvenska Dagbladet Snällposten va escriure: "Per descomptat que tot Malmö ho veurà i s'obtindran força diners amb les entrades.".